# 創龍傳
《創龍傳》是日本作家田中芳樹的小說系列，結合現代、古代傳說及時空科幻設定的作品。日本原著小說由日本講談社出版，分為普通版本及文庫版；普通版為天野喜孝繪製封面及插圖，文庫版則由CLAMP負責封面與插圖。繁体中文版則為尖端出版社所出版，每一集的封面與插圖皆另覓畫家代畫。简体中文版由接力出版社出版，1-4卷封面为另外绘制，5卷开始使用天野喜孝版。

## 創作源起
根據作者提起在中學時就有意圖寫一部小說來批評日本政治的黑暗面及不正常發展，作者曾在小說後的座談會有所暗示，因而日本某些政治家對此作品感到不滿。

## 主要人物

### 四海龍王
龍堂家四兄弟，日文漢字本姓敖，移至日本後才改為「龍堂」（日語讀音：Ryudoh，其中「竜」讀音為ryu，不是一般的tatsu）。父母姓名不詳，祖父為龍堂司，著名自由主義者，共和學院的創立人。

- 龍堂始（動畫版CV：堀秀行，廣播劇CV：速水獎，宮本充、香港：林保全）

年約23歲，生於1月17日。是龍堂家的當家，為共和學院世界史高等科教師、共和學院大學東洋史兼任講師及共和學院十四名理事中最年輕的理事（之後的小說情節中已辭去所有職務）。父母姓名不詳，祖父為龍堂司，著名的自由主義者，共和學院的創立人。龍堂始一直以祖父的創校理念「自由、自律、自主、自尊」為人生路標。他有三名弟弟：龍堂續、龍堂終、龍堂余。本家本姓敖，先祖由中國移居日本，後改姓龍堂，血脈傳至龍堂四兄弟。前世是四海龍王之首東海青龍王敖廣，有隨時化身成龍的能力，能操縱重力和控制弟弟們的變身，曾經把美國一首航空母艦連同數億噸海水浮在大氣層中，接著投向白宮處。
龍堂始的名字由祖父所起，開始的意思，龍堂四兄弟對祖父的取名技巧不表認同，有時人們取笑四兄弟的名字，結果被教訓得落荒而逃。龍堂始身高太約188cm左右，有著一般日本人所沒有的修長身材，臉的輪廓也很深。擁有西歐大陸騎馬民族王侯的奇妙獨特高貴風格，即使在同輩的年輕人中也綻放著耀眼異彩。他一直希望過普通而平穩的生活，但因敵人的來勢洶洶，導致多不考慮便作出反擊。自稱為四兄弟兄最弱的一位。父母早逝，龍堂始年紀小小便承擔起家長的責任，認為家長就是絕對權力者，有時顯得獨裁，但常常照顧弟弟們，為阻止弟弟們變身而盡量抑制自己變身。性格迂腐，對禮儀、秩序、形式和安定特別重視，特別厭惡第一次見面便直呼其名的人、弄錯別人名字的人以及沒禮貌或沒常識的事。此外，他也十分討厭學校形式化的教育權威主義。每天午飯至傍晚間的幾小時內，都會翻閱約五百本有關歷史和文化的古書（大部都是中國典籍），絕對是鉛字中毒者，有進入了博物館而逗留得廢寢忘食的記錄。他有一名青梅竹馬的表妹鳥羽茉理，她是唯一一個能夠壓得住龍堂四兄弟的人，是龍堂始的戀人。龍堂終曾經表示：「要抓住大哥根本不需要人手，只要在他周圍擺滿古董瓷器、陶器，他就會束手就擒。」
龍堂始一開場，就要面對身為共和學院院長的姑丈鳥羽靖一郎和國會議員古田重平威脅，要他辭去學院理事的職務，但不果離去。原來背後作祟的是龍堂始祖父龍堂司的朋友，掌控日本的政治、經濟、軍事，日本首相都要為之畏懼不已的大人物，有「鎌倉御前」之稱船津忠巖。古田重平其後要求（其實跟命令差不多）鳥羽靖一郎的女兒鳥羽茉理嫁給他的兒子古田義國，鳥羽靖一郎唯有接受。古田義國騷擾鳥羽茉理，被龍堂始擊退，古田父子為教訓龍堂四兄弟，綁架了龍堂終的同學，引他們進入自己的秘密總部，結果反而就摛，被迫說出幕後主事者船津忠巖。船津忠巖會見龍堂始，船津忠巖告知他祖父龍堂司在中國北京燕京大學的往事。在抗日戰爭中，龍堂司辭去燕京大學圖書館管理員的工作，雖被當作間諜，但依然前往黃河上游流域旅行，找尋祖先的故鄉龍泉鄉，而船津忠巖就是龍堂司的同伴之一。龍堂司發現自己是四海龍王的血裔，知道自己的孫兒，敖家第117代的子孫將是四海龍王的轉生，而且得到龍王的如意寶珠。在那時，船津忠巖偷偷殺了一名龍族女子，吸了她的血得到異常能力，就這樣逃過戰時許多的暗殺、拷打、逼供，進而一步步掌控權力。船津忠巖還提到「四姊妹」，是美國四個富可敵國的財閥家族。他得到的龍血漸漸用完，所以要殺害龍堂四兄弟，得到他們的血。船津忠巖派軍隊攻擊龍堂四兄弟，最後令龍堂余受到榴彈砲集中攻擊而變身成龍，船津忠巖最後也因保存近半世紀的龍血變質，加上原本早已應老化的身體，死於東富士的演習場。龍堂家的冒險生活從此開始。
龍堂四兄弟在東京迪士尼樂園中遭到武裝殺手攻擊，原來是船津忠巖手下們指示的。其後他們歸順四姊妹集團的使者L女士，她要求變態解剖家田母澤篤解剖龍堂四兄弟的身體來了解他們的構造。接著L女士以大量的筋肉弛緩劑捉走龍堂續，龍堂續化身成火龍，幾乎將新宿化為灰燼。
田母澤篤後來捉到龍堂始，囚在橫田空軍基地中，以手術刀刺穿他的眼球，龍堂始因而覺醒變身，把美國一首航空母艦連同數億噸海水浮在大氣層中，直接運向美國，投向白宮處。
- 龍堂續（動畫版CV：飛田展男，廣播劇CV：置鮎龍太郎、香港：蘇強文）

年約19歲，生於1月17日。在龍堂四兄弟中排行第二，為共和學院大學人文學部二年級學生，專修西洋史，並研究中世紀德國騎兵團進出波羅的海的歷史。無論對弟弟或對敵人，用辭依然非常客氣。白晢、完美的臉形，英俊的美少年，女孩子們常為之騷動不已。但與英俊臉孔不搭調的是，是他極度激烈的性格，只要他一走到街上，那些體格壯碩、相貌羞惡、奇裝異服的小混混們，都會為之色變，偷偷地躲到小巷內。儘管他說話客氣，但用詞毒辣尖銳，往往一矢中的，令別人啞口無言。而且是杖術高手，武術可以與劍術家一較高下。
天生擁有棕色頭髮和瞳仁，某一日逛街時，被別校的訓導主任企圖強迫剪去他的棕髮，結果訓導主任第二天被發現昏迷在垃圾堆中，頭上蓋住垃圾袋。對哥哥的命令絕對服從，不過心底裡也有些反抗，例如龍堂始就修讀孟子的性善論，他就修讀荀子的性惡論。而且他的尖銳辭鋒有時也會不自覺觸動了哥哥的脾氣。前身是南海紅龍王敖紹，有隨時化身成龍的能力，能呼喚火焰，自由控制溫度，噴出火焰和射出凍結波。龍堂四兄弟在東京迪士尼樂園中遭到武裝殺手攻擊，原來是船津忠巖手下們指示的。其後他們歸順四姊妹集團的使者L女士，她要求變態解剖家田母澤篤解剖龍堂四兄弟的身體來瞭解他們的構造。接著L女士欺騙龍堂四兄弟的姑丈鳥羽靖一郎，將大量的筋肉弛緩劑誤當成春藥落在龍堂續的飲料中。L女士引龍堂續上飛行船上，試圖誘惑他，龍堂續拒絕。L女士傷害到他的自尊，令他非常忿怒。雖然續沒有直接的生命危險，可是L女士對龍堂兄弟流露出明顯的敵意，加上龍堂續置身於800米上空的飛行船上，孤立無援，只有在千鈞一髮變身化身成火龍，幾乎將新宿地區化為灰燼。
- 龍堂終（動畫版CV：中村大樹，廣播劇CV：石川英郎、香港：黎偉明）

龍堂終年約15歲，生於1月17日。在龍堂四兄弟中排行第三，為共和學院高等科一年級學生。和弟弟龍堂余，是在《創龍傳》中第一次出現的人物。身高170cm多一點，容貌清秀，擁有在陽光下曬成的小麥色膚色和捲曲的頭髮。眼睛閃爍著精神煥發的光芒，令人感到十分清爽，但給人美少年的感覺不如給人頑童的感覺來得強烈。活潑好動、精力充沛和輕快敏捷，名副其實的頑童。喜愛胡亂作曲和打架，不喜歡上學，對C級錄影帶有過分狂熱的傾向。愛看的書是《羅賓漢》和《水滸後傳》。運動全能，甚至帶著可怕的爆發力，能將可樂罐不偏不倚地擊落直昇機。說他不擅長的運動，就只有藝術體操和水上芭蕾。同樣可怕，他擁有無限的食慾，可能因為要補充體力吧。真正身份是西海白龍王敖閏，有隨時還原成龍的能力，能操縱風－即空氣和聲音的流動，將風變成聽不到的超音波射出，射中的東西會無聲地崩潰。
- 龍堂余（動畫版CV：山口勝平，廣播劇CV：綠川光，石田彰、香港：馮錦堂）

龍堂家的老么，乖巧而冷靜，深藏不露的可愛少年，平日和年齡相近的三男終感情最佳，前世為北海黑龍王敖炎。化身成龍的能力，能操控雨水及雷電，爺爺龍堂司生前曾對長男始這麼說“余大器晚成”，意味著四兄弟之中實力為最強。

### 其他人物
- 鳥羽茉理（動畫版CV：玉川紗己子，廣播劇CV：水谷優子，松井菜櫻子、香港：黃麗芳）

龍堂四兄弟的表姊妹，經常到龍堂家煮飯及打理家務，是龍堂家四兄弟珍而重之的女性，同時也是龍堂終的「剋星」，前世為西王母的么女太真王夫人。
- 龍堂司

龍堂兄弟的爺爺，也是茉理的外公。共和學院的創辦人。
- 鳥羽靖一郎（動畫版CV：青森伸，廣播劇CV：澤木郁也、香港：盧國權）

龍堂兄弟的姑丈，茉理的父親。
- 鳥羽冴子（動畫版CV：吉田理保子、香港：袁淑珍）

龍堂兄弟的姑姑，也是茉理的母親，龍堂司的女兒。

## 故事簡介
龍堂始一開場，就面對身為共和學院院長的姑丈鳥羽靖一郎和國會議員古田重平威脅，要他辭去學院理事的職務，但不果離去。原來背後作祟的是龍堂始祖父龍堂司的朋友，掌控日本的政治、經濟、軍事，日本首相都要為之畏懼不已的大人物，有「鎌倉御前」之稱船津忠巖。
古田重平其後要求（其實跟命令差不多）鳥羽靖一郎的女兒鳥羽茉理嫁給他的兒子古田義國，鳥羽靖一郎唯有接受。古田義國騷擾鳥羽茉理，被龍堂始擊退，古田父子為教訓龍堂四兄弟，綁架了龍堂終的同學，引他們進入自己的秘密總部，結果反而就摛，被迫說出幕後主事者船津忠巖。
船津忠巖會見龍堂始，船津忠巖告知他祖父龍堂司在中國北京燕京大學的往事。在抗日戰爭中，龍堂司辭去燕京大學圖書館管理員的工作，雖被當作間諜，但依然前往黃河上游流域旅行，找尋祖先的故鄉龍泉鄉，而船津忠巖就是龍堂司的同伴之一。
龍堂司發現自己是四海龍王的血裔，知道自己的孫兒，敖家第117代的子孫將是四海龍王的轉生，而且得到龍王的如意寶珠。在那時，船津忠巖偷偷殺了一名龍族女子，吸了她的血得到異常能力，就這樣逃過戰時許多的暗殺、拷打、逼供，進而一步步掌控權力。
船津忠巖還提到「四姊妹」，是美國四個富可敵國的財閥家族。他得到的龍血漸漸用完，所以要殺害龍堂四兄弟，得到他們的血。
船津忠巖派軍隊攻擊龍堂四兄弟，最後令龍堂余受到榴彈砲集中攻擊而變身成龍，船津忠巖最後也因保存近半世紀的龍血變質，加上原本早已應老化的身體，死於東富士的演習場。
龍堂家的冒險生活從此開始。
龍堂四兄弟在東京迪士尼樂園中遭到武裝殺手攻擊，原來是船津忠巖手下指示。其後他們歸順四姊妹集團的使者L女士，她要求變態解剖家田母澤篤解剖龍堂四兄弟的身體來了解他們的構造。接著L女士以大量的筋肉弛緩劑捉走龍堂續，龍堂續化身成火龍，幾乎將新宿化為灰燼。
田母澤篤後來捉到龍堂始，囚在橫田空軍基地中，以手術刀刺穿他的眼球，龍堂始因而覺醒變身，把美國一首航空母艦連同數億噸海水浮在大氣層中，直接運向美國，投向白宮。

## 相關書籍

### 小說
- 第一卷：超能力四兄弟
- 第二卷：摩天樓上的火龍
- 第三卷：四兄弟的反擊
- 第四卷：四海龍王的覺醒
- 第五卷：海市蜃樓都市　（外傳一）
- 第六卷：染血之夢
- 第七卷：黃土之龍
- 第八卷：仙境之龍
- 第九卷：妖世紀之龍
- 第十卷：大英帝國的末日
- 第十一卷：銀月王傳奇　（外傳二）
- 第十二卷：龍王風雲錄　（外傳三）
- 第十三卷：噴火列島

### 其他
- 「創龍傳」
講談社文庫1997年出版，介紹創龍故事、人物等。
- 《創龍傳》原畫冊
講談社2004年出版，收錄CLAMP替《創龍傳》所繪製的封面及插圖，當中收錄漫畫《水都の四兄弟 創竜伝・外伝》。

## 動畫版
1991年～1993年以OVA形式改編為錄影帶發售，全12話，內容圍繞原著小說1～4集。無綫電視翡翠台則於下述深夜時段播出。
| 香港 翡翠台 星期日 00:05－01:00   | 香港 翡翠台 星期日 00:05－01:00           | 香港 翡翠台 星期日 00:05－01:00           |
| --------------------------------- | ----------------------------------------- | ----------------------------------------- |
|                                   | 創龍傳 （1995年7月9日－10月1日）          |                                           |
| 潮與虎 （1995年5月28日－6月25日） | 幽遊白書 （1995年10月8日－1997年1月12日） |                                           |
| 香港 翡翠台 星期日 03:30－04:30   |                                           |                                           |
| 新增動畫時段                      | 創龍傳 重播 （1996年3月17日－6月9日）     | 搏擊之男 重播 （1996年6月16日－11月10日） |

## 漫畫
- CLAMP曾於角川書店出版的「ミステリーDX」1994年2月號連載名為《水都の四兄弟 創竜伝・外伝》，同年的4月號便停刊，到了二十一世紀的至今仍未見復刊的跡象。此作品後期收錄於CLAMP的《創竜伝》原畫冊之中。
- 創龍傳改編漫畫單行本2005年出版，惠廣史著，講談社發行，至今連載中

## 外部連結
- （日語）創竜伝１ - 天野喜孝版本
- （日語）創竜伝１ （页面存档备份，存于） - CLAMP版本